# Зимске олимпијске игре 1936.
IV Зимске олимпијске игре су одржане 1936. године у Гармиш-Партенкирхену, у Немачкој. Исте те године Немачка је била домаћин и Летњим олимпијским играма у Берлину.
На овим играма су се по први пута у програму такмичења нашле дисциплине алпског скијања. Међутим, због правила аматеризма забрањен је наступ учитеља скијања који су сматрани професионалцима, те су стога алпски скијаши из Француске и Швајцарске бојкотовали игре.
У такмичарском програму су се истакли следећи појединци и тимови:
- Соња Хени, клизачица из Норвешке је освојила своју трећу златну медаљу на Зимским олимпијским играма за редом.
- У брзом клизању се истакнуо Ивар Балангруд с победом у три од четири дисциплине.
- У хокеју на леду се догодило велико изненађење, кад су злато освојили представници Уједињеног Краљевства, премда је 10 играча британског тима од њих 12 живело и тренирало хокеј у Канади.

## Списак спортова
| - Алпско скијање - Боб - Брзо клизање - Хокеј на леду - Уметничко клизање |  | - Нордијско скијање: - Скијашко трчање - Нордијска комбинација - Скијашки скокови |

Демостративни спортови су били: 
- војна патрола (спорт сличан биатлону)
- ајс сток спорт (спорт сличан карлингу)

## Списак поделе медаља
(Медаље домаћина посебно истакнуте)
| Зимске олимпијске игре Гармиш-Партенкирхен 1936. | Зимске олимпијске игре Гармиш-Партенкирхен 1936. | Зимске олимпијске игре Гармиш-Партенкирхен 1936. | Зимске олимпијске игре Гармиш-Партенкирхен 1936. | Зимске олимпијске игре Гармиш-Партенкирхен 1936. | Зимске олимпијске игре Гармиш-Партенкирхен 1936. |
| ------------------------------------------------ | ------------------------------------------------ | ------------------------------------------------ | ------------------------------------------------ | ------------------------------------------------ | ------------------------------------------------ |
| Пласман                                          | Држава                                           | Злато                                            | Сребро                                           | Бронза                                           | Укупно                                           |
| 1                                                | Норвешка                                         | 7                                                | 5                                                | 3                                                | 15                                               |
| 2                                                | Трећи рајх                                       | 3                                                | 3                                                | 0                                                | 6                                                |
| 3                                                | Шведска                                          | 2                                                | 2                                                | 3                                                | 7                                                |
| 4                                                | Финска                                           | 1                                                | 2                                                | 3                                                | 6                                                |
| 5                                                | Швајцарска                                       | 1                                                | 2                                                | 0                                                | 3                                                |
| 6                                                | Аустралија                                       | 1                                                | 1                                                | 2                                                | 4                                                |
| 7                                                | Уједињено Краљевство                             | 1                                                | 1                                                | 1                                                | 3                                                |
| 8                                                | САД                                              | 1                                                | 0                                                | 3                                                | 4                                                |
| 9                                                | Канада                                           | 0                                                | 1                                                | 0                                                | 1                                                |
| 10                                               | Француска                                        | 0                                                | 0                                                | 1                                                | 1                                                |
| 10                                               | Мађарска                                         | 0                                                | 0                                                | 1                                                | 1                                                |
| Укупно (11)                                      | Укупно (11)                                      | 17                                               | 17                                               | 17                                               | 51                                               |